# 김준석 (축구 선수)
김준석(한국 한자: 金俊錫, 1976년 4월 21일 ~ )은 대한민국의 전 축구 선수이며, 포지션은 수비수였다.